# Струков, Иван Иванович
Иван Ива́нович Стру́ков (1 июня 1864, Лебедянь — 14 марта 1945, Москва) — русский и советский инженер-архитектор, мастер модерна, автор здания Белорусского вокзала в Москве.

## Биография
Родился 14 марта 1864 года в Лебедяни (по другим данным — в с. Доброе). Получил среднее образование в реальном училище в Тамбове. Учился в Институте гражданских инженеров в 1885—1891 годах, получил звание гражданского инженера. После получения образования служил вольнонаёмным архитектором на Московско-Брестской железной дороге. С 1910 года состоял сверхштатным техником Строительного отделения Московского губернского правления. В 1915 году получил место инженера VIII класса Министерства путей сообщения. Жил в Москве на Долгоруковской улице, 34. В 1919—1923 годах работал преподавателем Московского института инженеров путей сообщения.
И. И. Струков — автор многочисленных разностилевых построек для железнодорожного ведомства в Москве, Ямбурге, Орше, на Уральской и Западной (Брестской) железных дорогах. По мнению доктора искусствоведения М. В. Нащокиной, в историю московского модерна архитектор вошёл как автор Тверского путепровода.

## Проекты и постройки

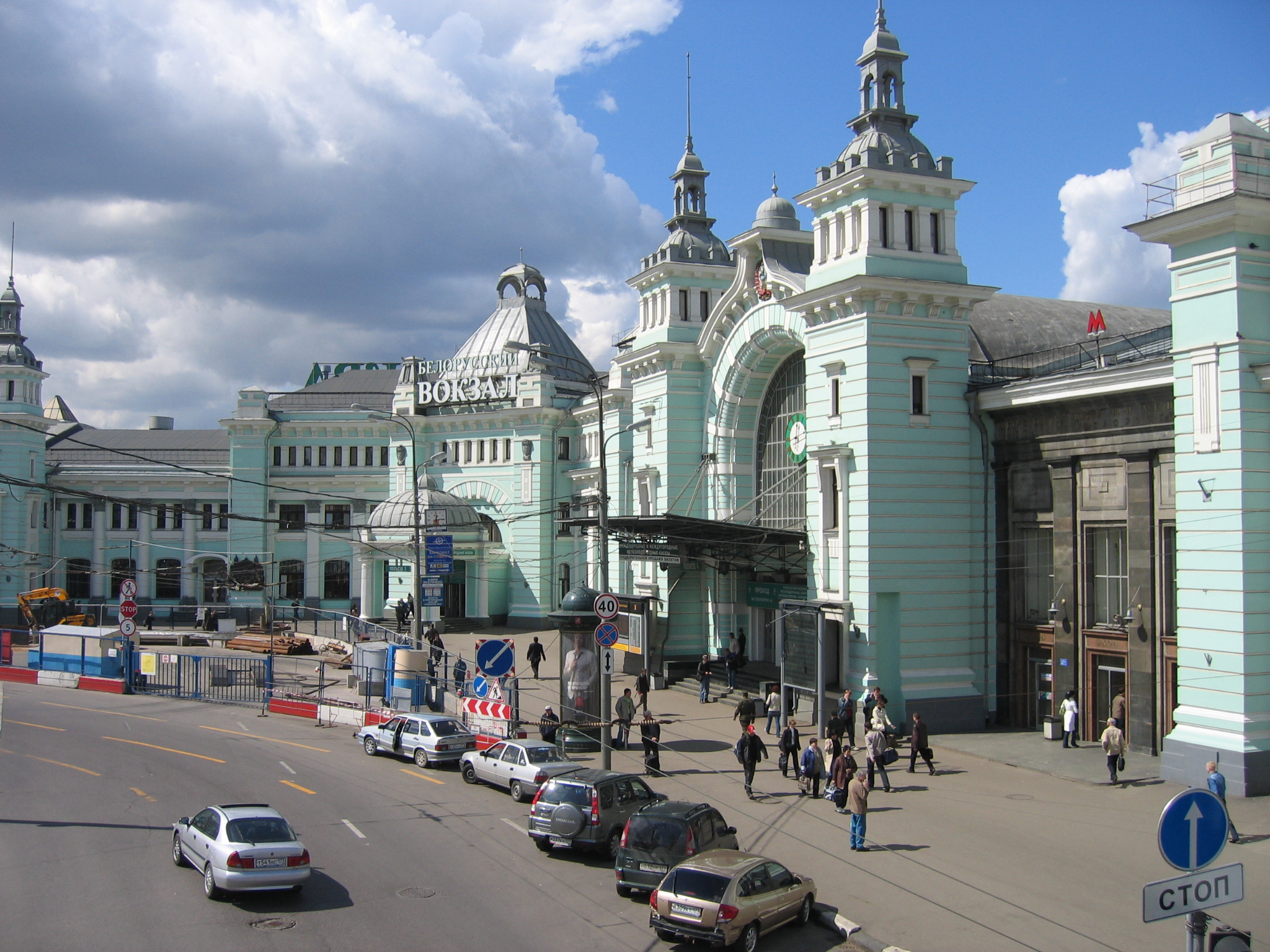
Белорусский вокзал.

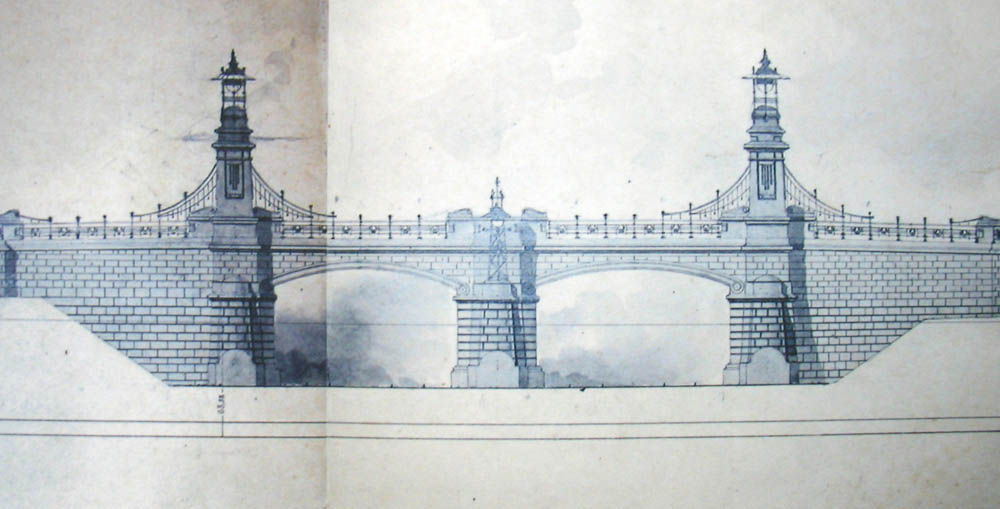
Чертёж Тверского путепровода.

- Проекты вокзала Московско-Брестской железной дороги (1898—1902), не осуществлены[3];
- Техническое училище Московско-Брестской железной дороги. (Снесено в 2020—2021 гг.);
- Станции «Кунцево», «Кубинка», пост «Москва» Московско-Брестской железной дороги (1899—1900);
- Дом управления Московско-Брестской железной дороги (1900—1902, Москва);
- Брестский (Александровский, Белорусский) вокзал (1902—1912, Москва, Площадь Тверская Застава, 7), объект культурного наследия регионального значения[4];
- Церковь Иконы Божией Матери Утоли Моя Печали при Сокольнической больнице, совместно с А. И. Роопом (1903, Москва, улица Барболина, 3, корп. 22)[5];
- Брестский виадук (Тверской путепровод), совместно с инженером С. В. Безобразовым (1904—1906, Москва, Площадь Тверская Застава), ценный градоформирующий объект[4].;
- Бутырский путепровод, совместно с инженером С. В. Безобразовым (1909, Москва), не сохранился;
- Училище, богадельня, путепровод и др. (1900-е — 1910-е, Ямбург);
- Сокольническая больница (1900-е — 1910-е, Москва);
- Здание вокзала (1900-е — 1910-е, Орша);
- Больница для железнодорожных служащих (1900-е — 1910-е, Москва);
- Гражданские сооружения Уральской и Западной железных дорог (1900-е — 1910-е);
- Церковь Михаила Малеина (1912, д. Тимково Ногинского района Московской области)[6];
- Пассажирское здание станции «Немчиновский пост» (1913—1915)[7]
- Красильня и пристройка к бумагопрядильному корпусу на Богородско-Глуховской мануфактуре (1913—1915, Ногинск).